# بوب فالنتاين (لاعب كرة قدم)
بوب فالنتاين (بالإنجليزية: Bob Valentine)‏ هو لاعب دوري الرغبي ولاعب كرة قدم بريطاني (وحمل سابقاً جنسية المملكة المتحدة لبريطانيا العظمى وأيرلندا) في مركز حراسة المرمى، ولد في 21 ديسمبر 1877 في المملكة المتحدة، وتوفي في 16 يناير 1926 في المملكة المتحدة. لعب مع مانشستر يونايتد.